# Barrancu Mannu
Das Gigantengrab Barrancu Mannu (auch „Sa Tuerredda“ genannt) liegt bei Santadi in der Provinz Sulcis Iglesiente auf Sardinien. Die in Sardu „Tumbas de los zigantes“ und (italienisch Tombe dei Giganti) genannten Bauten sind die größten pränuraghischen Kultanlagen Sardiniens und zählen europaweit zu den spätesten Megalithanlagen. Die 321 bekannten Gigantengräber sind Monumente der bronzezeitlichen Bonnanaro-Kultur (2.200-1.600 v. Chr.), die Vorläuferkultur der Nuraghenkultur ist.

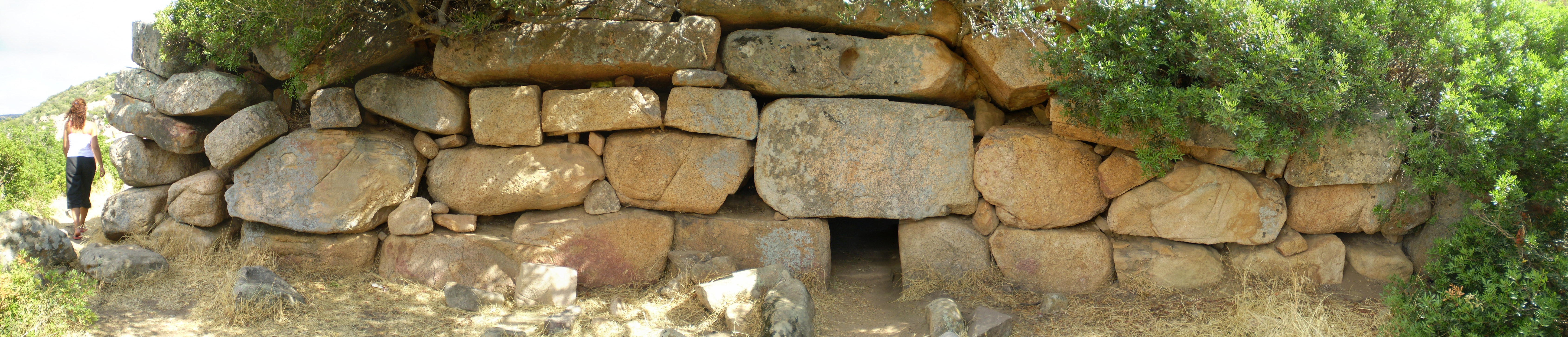
Fassade von Barrancu Mannu

## Typenfolge

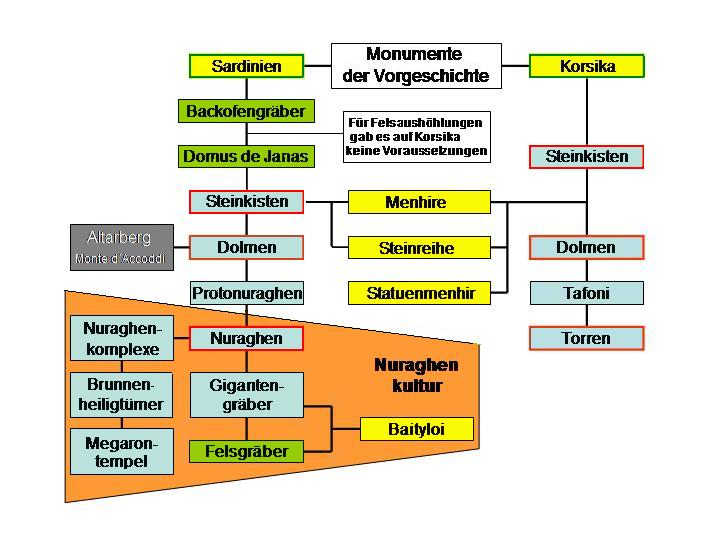
Typenreihe sardisch-korsischer Monumente

Baulich treten Gigantengräber in zwei Varianten auf. Die Anlagen mit Portalstelen und Exedra gehören zum älteren nordsardinischen Typ. Bei späteren Anlagen besteht die Exedra statt aus monolithischen Stelen, aus einer in der Mitte deutlich erhöhten Quaderfassade aus bearbeiteten und geschichteten Steinblöcken. Das Gigantengrab von Barrancu Mannu ist eine Anlage des jüngeren Typs (mit Quaderfassade).

## Beschreibung
Die asymmetrische, leicht konische Exedra der etwa 17,9 m langen Anlage misst in der Breite 10,4 m. Der Hügel ist am Ende des halbrunden, überdachten Ganges etwa 6,2 m breit. Das Mauerwerk der etwa 4,7 m hohen Exedra besteht mittig aus sechs Schichten von unregelmäßig großen, polyedrischen gelb-rosa Granitblöcken. Der größte liegt als Türsturz (1,50 × 1,20 × 0,83) über dem quadratischen Zugang von 0,54 × 0,55 m. Die rechte Seite der Exedra in das Terminal ist erheblich beschädigt. Die Seiten der Exedra sind mit 2,1 m und vier Steinlagen, bzw. 2,6 m mit fünf Steinlagen niedriger.
Unmittelbar hinter dem Zugang öffnet sich ein kleiner Vorraum. Der Bestattungsraum ist 10,3 m lang und in der Breite leicht trapezförmig (1,85 auf 1,70 m). Er besteht aus großen, wenig oder nicht bearbeiteten Blöcken, die einen im Querschnitt trapezförmigen Innenraum bilden. Die Abdeckung besteht aus großen, flachen Platten. Zwei Löcher offen am Ende des Korridors stammen von Grabräubern. Die Megalithanlage stammt aus der mittleren oder späten Bronzezeit.